# 斯塔克 (明尼蘇達州)
斯塔克（英語：Stark）是位於美國明尼蘇達州奇薩戈縣菲什萊克鎮區的一個非建制地區。

## 地理
斯塔克所處的海拔為高於海平面295米（即968英呎），而該地所採用的時區為UTC-6，即北美中部時區（CST）。同時該地設有夏令時間，為UTC-6調快一小時，即UTC-5（CDT）。